# レアル・ヴィチェンツァVS
レアル・ヴィチェンツァ・ヴィラッジョ・デル・ソーレ（イタリア語: Real Vicenza Villaggio del Sole）は、イタリアのヴィチェンツァをホームタウンとするサッカークラブ。2015年夏にプロサッカーチームとしての活動を停止し、ユースチームのみが活動している。

## 歴史
2010年、Leodari SoleとCavazzale、レアル・ヴィチェンツァ=ラゲットが合併してレアル・ヴィチェンツァVSが創設された。Leodari Soleは練習場、Cavazzaleはエッチェッレンツァ（当時6部リーグ）のライセンス、レアル・ヴィチェンツァ=ラゲットはクラブ名を提供した。クラブカラーは白と赤を採用した。同年9月19日、クラブ最初の公式戦であるエッチェッレンツァ・ヴェネトのアーバノ・カルチョ戦が行われ、3-2で勝利した。2010-11シーズンは3位の好成績を残した。
2011-12シーズンは2位に入り、セリエD昇格を決めた。また、コッパ・イタリア・ディレッタンティ・ヴェネトで優勝した。2012-13シーズンはセリエD・ジローネCで5位になり、プレーオフに進出したが、1回戦でポルデノーネ・カルチョに勝利した後、2回戦でヴィルトゥス・ヴェコンプ・ヴェローナに敗れた。しかし、敗者復活戦の結果、レガ・プロ・セコンダに昇格した。2013-14シーズンにはレガ・プロ昇格を果たした。
2015年夏、クラブは2015-16シーズンのライセンスを申請せず、プロサッカークラブとしての活動を停止した。

## タイトル
- コッパ・イタリア・ディレッタンティ・ヴェネト：1回
  - 2011-12

## 過去の成績
- 2010-11 エッチェッレンツァ・ヴェネト・ジローネA 3位
- 2011-12 エッチェッレンツァ・ヴェネト・ジローネA 2位
- 2012-13 セリエD・ジローネC 5位
- 2013-14 レガ・プロ・セコンダ・ジローネA 7位
- 2014-15 レガ・プロ・ジローネA 7位
- 2015-16 プロ活動停止